# Stenen i Grönan dal

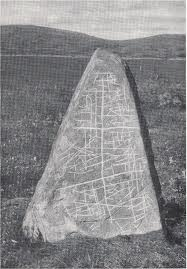
Stenen i Grönan dal.

Stenen i Grönan dal är en sten som står cirka fem kilometer norr om Storlien i Åre kommun i Jämtland. Den är belägen på en karg, öppen fjällhed vid Skurdalssjön i landskapets västra del och strax nära Skurdalsröset, riksröse 161, och svensk-norska gränsen. En gammal färdled passerar förbi som fortsätter bort mot passet i Skurdalsporten. 
Förutom att vara ett gränsmärke förmodas stenen ha sitt ursprung inom den samiska kulten, då många av de inristade strecken påminner om liknande tecken som finns på nåjdernas trummor. Den kan också vara en sejte som blivit ristad med magiska förtecken.

## Utseende
Det koniskt formade stenblocket är cirka en meter högt och saknar runor, däremot har det ett lodrätt streck som är korsat med minst fyra horisontella och mellan dessa är ett myller av små streck. Bortsett från eventuella riter inom den samiska kulten kan dessa även ha tillkommit av naturliga orsaker. 
Dessutom är blocket översållat med personliga initialer och bomärken varav större delen anses vara klotter från 1600-talet.

## Teorier och sägner
Stenens ålder är inte känd, men den är omskriven sedan medeltiden av bland andra Olaus Magnus, Johannes Messenius,  Olof Rudbeck och Abraham Hülphers. Erik Dahlbergh inkluderade stenen i stormaktstidens propagandaverk Suecia antiqua et hodierna.
S:t Olofsleden hade sin rutt här på 1000-talet och många av de pilgrimer som vandrande förbi har på klipphällar närmare Skurdalsporten ristat in sina kors. 
Till stenen finns en vitt spridd vandringssägen, en lyrisk profetia om landets framtida öden, men detta mytomspunna kväde var förmodligen nedskrivet på en annan, numera försvunnen sten som stod någonstans i närheten. Enligt en teckning från 1800-talets slut av Johan Tirén så är hans avbildade runsten cirka tre meter hög och smal, intill står en munk med en åsna. Enligt traditionen hade denna minnessten blivit rest av aposteln S:t Staffan under hans missionerande på 1100-talet i den norrländska obygden. Den var försedd med ett långt runristat diktverk, en mystisk spådomsskrift som fått ett flertal olika tolkningar varav ett utdrag med tre av dess fjorton strofer följer nedan:
"The Swenska taga wid utländska seder,
och landet mister sin forna heder,
än står stenen i Grönan dal.
Kyrkor wändas till Fånghus,
Gudstjänster mister sitt fångna ljus.
Skalkar och bofwar trifwas,
men ärligh man skall fördivas,
än står stenen i Grönan dal.
När Präster warda bönder
Och Bönder blifua widunder
Då ligger stenen i Grönan dal."
Denna dikt finns första gången dokumenterad i en skrift av Jesper Marci, superintendent i Mariestad, texten var då något annorlunda.  Han var dock troligen inte författare till texten, Ole Worm berättar om runstenen Sønder Vinge-stenen 1, att han påträffat ett dokument från 1502 där en kanik skall av beskrivit en runsten han påträffat i en dal, som skall ha hetat Grøndal, med en text mycket lik dikten om stenen i Grönan dal:
"oc Skalke skulle trifuis
oc Eldinge fordriffuis,
oc Danske Mend wgieffe,
oc fang Tyske Sæder
oc Hærremend skulle bliffue Kiøpmend,
oc Præster til Bønder oc Bønder til Widunder."
Det går visserligen att betvivla om denna text från 1502 verkligen existerat, men andra varianter är kända före den svenska versionen. Anders Sørensen Vedel angav att runstenen i Ulstrup skulle ha följande inskrift:
"Trell skall fange magt
och edelt bliffue foract
Prest skall bliffue wunder (troligen felskrivning för bunder)
och Bunder til wunder;
dansk skall fange tydskes seed
Men wæ dig Danmark derwid;
och end staar stenen i grønnen dall"
Rasmus Glad behandlade redan 1560 stenen i Grönan dal i sin Bucolica, och Hans Christensen Sthen publicerade uttolkningen av Ulstrupstenens inskrift i sitt skådespel Kortvending som uppfördes i Helsingör mellan 1565 och 1574. På Ole Worms tid i början av 1600-talet fanns ingen runsten i något Gröndal, men Ulstrupstenen sades i hans tid vara flyttad dit. Ole Worm läste Johannes Messenius uppgifter Stenen i Grönan dal som utkom 1613, och gjorde själv försök att hitta den, men kunde inte få fram några upplysningar om den. När Johannes Messenius 1631 på nytt behandlade stenen lade han till antagandet om att Jesper Marci författat dikten som sades stå på texten, då han inte kände till de danska varianterna på denna text. Han konstaterade dock att Olaus Magnus och Johannes Magnus inte kallat den jämtländska stenen "Stenen i Grönan dal" eller nämnt något om dikten.
Diktverket som spreds resulterade i att även andra stenar runt om i landet blev tillskrivna namnet "Stenen i Grönan dal". En sådan ligger i en nisch av Visby ringmur och har en text från 1772.

## Bilder

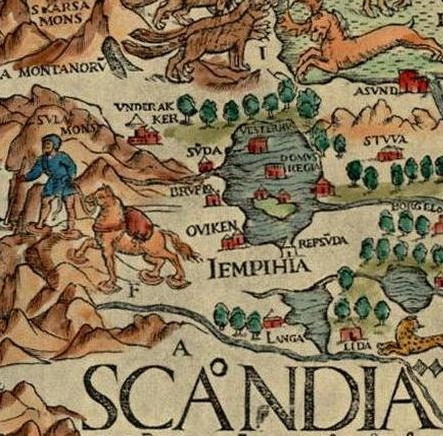
Forbondeleden till Nidaros (nuvarande Trondheim), Carta Marina av Olaus Magnus (1490-1557).
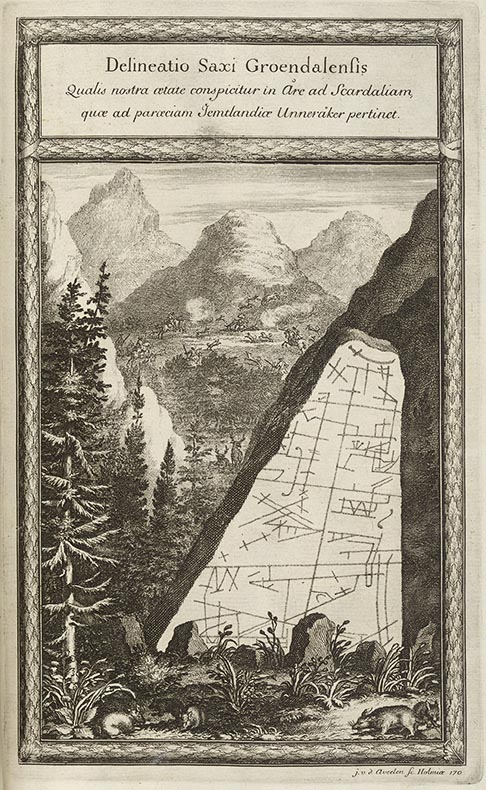
Stenen avbildad i Suecia antiqua et hodierna, 1600-talet.
Skissförlaga till stenen i Suecia antiqua et hodierna, 1600-talet.